# ميلان هابوراك
ميلان هابوراك (بالسلوفاكية: Milan Haborák)‏ مواليد 11 يناير 1973 في بريشوف، هو لاعب دفع جلة سلوفاكي سابق. مثل بلاده في الأولمبياد. تم إيقافه مدى الحياة لتعاطي المنشطات. أفضل رقم له هو 20.87 متر.

## سجل المنافسة
| العام              | المسابقة                                    | المكان              | المركز             | ملاحظة             |
| يمثل تشيكوسلوفاكيا | يمثل تشيكوسلوفاكيا                          | يمثل تشيكوسلوفاكيا  | يمثل تشيكوسلوفاكيا | يمثل تشيكوسلوفاكيا |
| ------------------ | ------------------------------------------- | ------------------- | ------------------ | ------------------ |
| 1992               | بطولة العالم للناشئين لألعاب القوى 1992     | سول، كوريا الجنوبية | 4                  | 17.97 م            |
| يمثل سلوفاكيا      |                                             |                     |                    |                    |
| 2000               | الألعاب الأولمبية الصيفية 2000              | سيدني               | 11                 | 19.06 م            |
| 2001               | بطولة العالم لألعاب القوى داخل الصالات 2001 | لشبونة              | 7                  | 20.05 م            |
| 2001               | الألعاب الجامعية الصيفية 2001               | بكين، الصين         | 3                  | 19.90 م            |
| 2001               | بطولة العالم لألعاب القوى 2001              | إدمونتون            | 16                 | 19.52 م            |
| 2002               | بطولة أوروبا لألعاب القوى 2002              | ميونخ               | 10                 | 19.40 م            |
| 2002               | نهائي الجائزة الكبرى لألعاب القوى 2002      | باريس               | 3                  | 20.40 م            |
| 2003               | بطولة العالم لألعاب القوى داخل الصالات 2003 | برمنغهام، إنجلترا   | 7                  | 20.21 م            |
| 2003               | دورة الألعاب العسكرية 2003                  | قطانية، إيطاليا     | 1                  | 19.55 م            |
| 2003               | نهائي ألعاب القوى العالمي 2003              | مونت كارلو، موناكو  | 7                  | 18.97 م            |
| 2006               | بطولة أوروبا لألعاب القوى 2006              | غوتنبرغ، السويد     | 16                 | 19.38 م            |

## روابط خارجية
- ميلان هابوراك على موقع الاتحاد الدولي لألعاب القوى (الإنجليزية)
- ميلان هابوراك على موقع اللجنة الأولمبية الدولية (الإنجليزية)
- ميلان هابوراك على موقع أوليمبيديا (الإنجليزية)